# Calle de la Victoria (Segovia)
La calle de la Victoria fue una vía pública de la ciudad española de Segovia, hoy absorbida por la denominación de la entonces aledaña calle de Valdeláguila.

## Descripción
La vía, ya desaparecida, se encontraba entre la calle de Valdeláguila y la plaza de San Esteban. Debía el título al convento de Mínimos de la Victoria que allí había. Aparece descrita en Las calles de Segovia (1918) de Mariano Sáez y Romero con las siguientes palabras:

Victoria.—Comprendida esta calle entre la de Valdeláguila y la plazuela de San Esteban. Dan a esta vía las altas tapias de la huerta episcopal, que se iban levantando según tomaban altura las casas de enfrente. A la otra parte se halla lo que fué Convento de Mínimos de la Victoria, de donde toma el nombre la calle, enorme caserón que antes perteneció a la revoltosa D.ª Mencía del Águila, y después cuando la exclaustración de los frailes se dedicó el convento a casa de vecindad y lo que fué iglesia a teatro, el único que hubo en Segovia y luego el últimamente levantado en la Plaza Mayor. Se convirtió la capilla en escenario, y patio de espectadores, las capillas laterales en palcos y anfiteatros, y las celdas en cuartos de actores y allí se han celebrado con frecuencia, dos o tres temporadas al año, funciones, principalmente dramáticas, pues las pocas condiciones y capacidad local hacía difícil el representar zarzuelas y obras líricas o de música. En estos últimos años se dieron en el Teatro Miñón, que era su título, proyecciones de cinematógrafo.
(Sáez y Romero, 1918, pp. 192-193)